# Agrilus vandenberghei
Agrilus vandenberghei é uma espécie de inseto do género Agrilus, família Buprestidae, ordem Coleoptera.
Foi descrita cientificamente por Westcott & Hespenheide, 2006.